# Старый Валовай
Старый Валовай — село в Пачелмском районе Пензенской области. Входит в состав Чкаловского сельсовета.

## География
Находится в западной части Пензенской области на расстоянии приблизительно 16 км на юг от районного центра посёлка Пачелма на правом берегу реки Вороны.

## История
Основана татарским князем Ларионом Сафаровичем Кугушевым (до крещения Ага Мегмет Сафаров), получившим в 1682 году за крещение титул стольника и поместья в Керенском уезде. Названо в отличие от села Новый Валовай того же района. В 1795 году — Верхнеломовского уезда, в одной меже с селом Новая Валовка, в двух этих селах 170 дворов, 1336 крестьян. В 1785 году показаны в обоих Валоваях помещик Николай Александрович Беклемишев. В 1896 году Старый Валовай — волостной центр Чембарского уезда, 194 двора. В 1911 году — деревня Валовайской волости, 203 двора, 3 ветряные мельницы, кузница, 4 лавки. В 1955 году колхоз «Красная Звезда». В 2004 году - 66 хозяйств.

## Население
Численность населения: 898 человек (1864 год), 1075 (1896), 1062 (1911), 1109 (1926), 1179 (1930), 817 (1959), 387 (1979), 204 (1989), 195 (1996). Население составляло 161 человек (русские 99 %) в 2002 году, 70 — в 2010.